# Specie di Halonoproctidae
Di seguito vengono descritte i sei generi e le 93 specie della famiglia di ragni Halonoproctidae note a dicembre 2020.

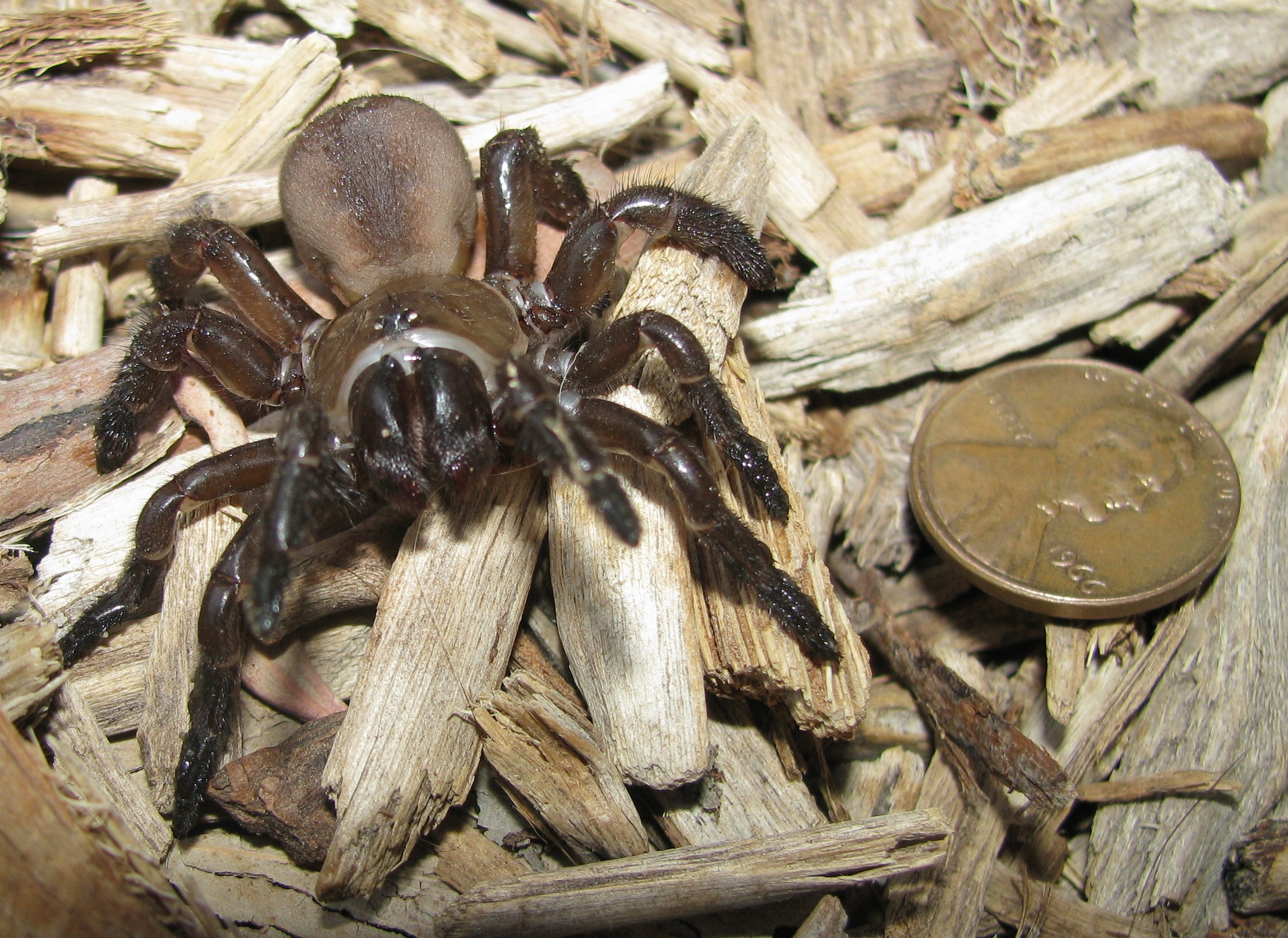
Bothriocyrtum

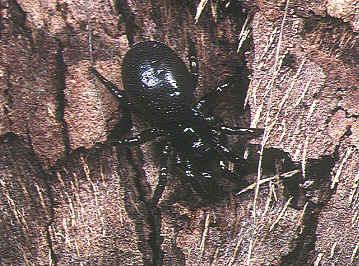
Conothele fragaria

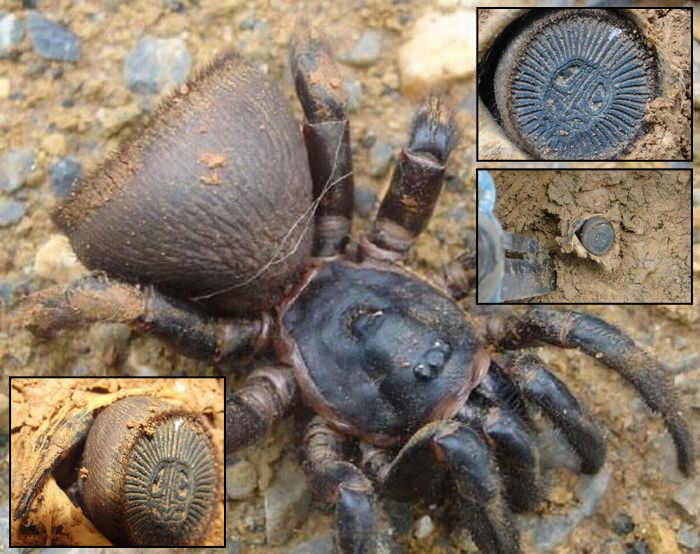
Cyclocosmia sp.

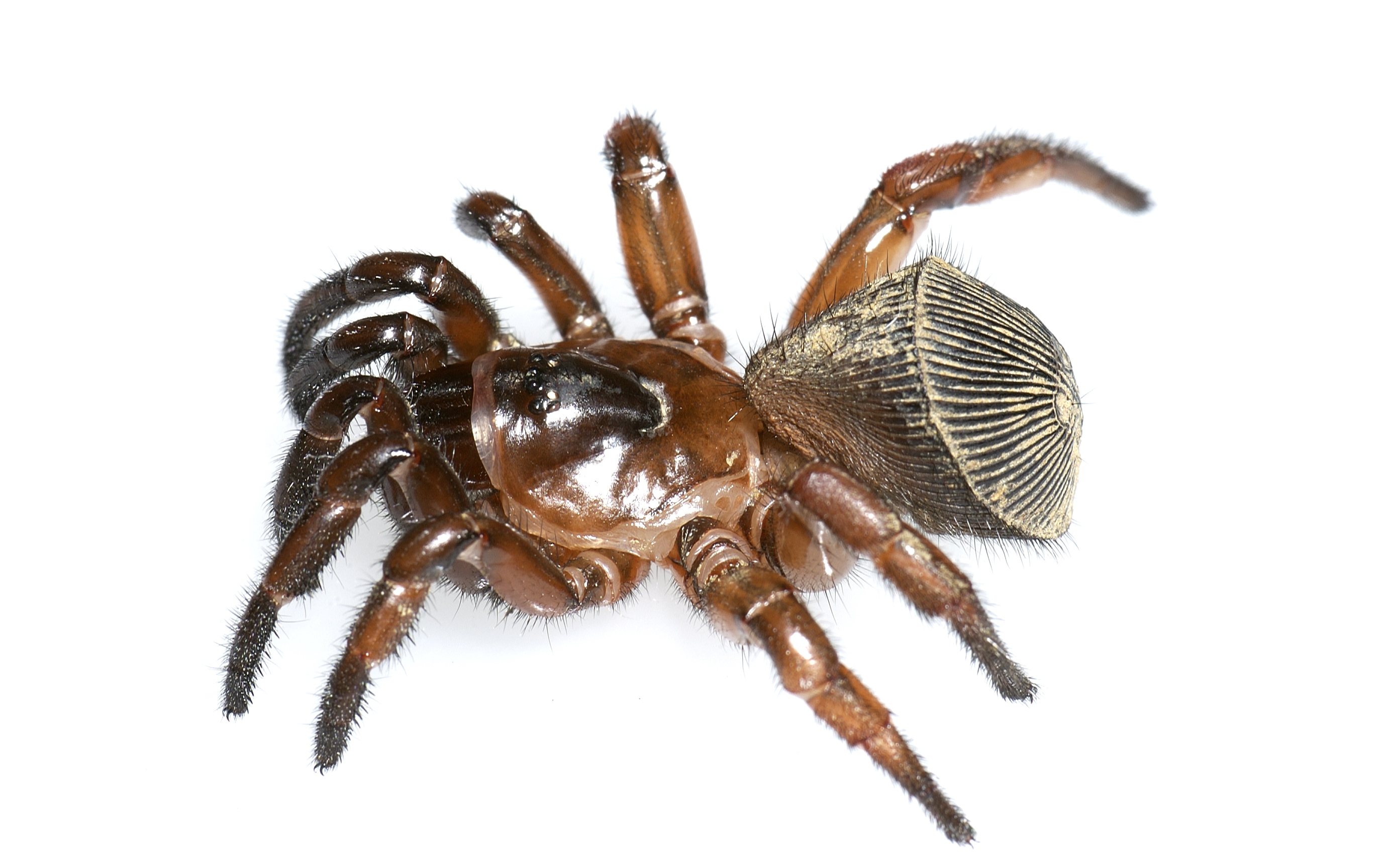
Cyclocosmia truncata

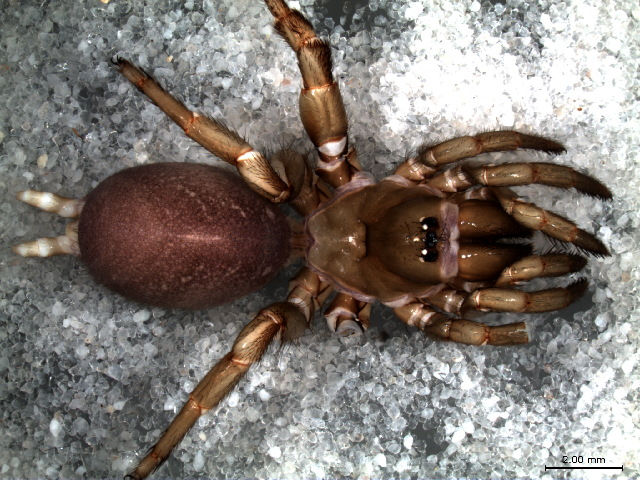
Hebestatis sp.

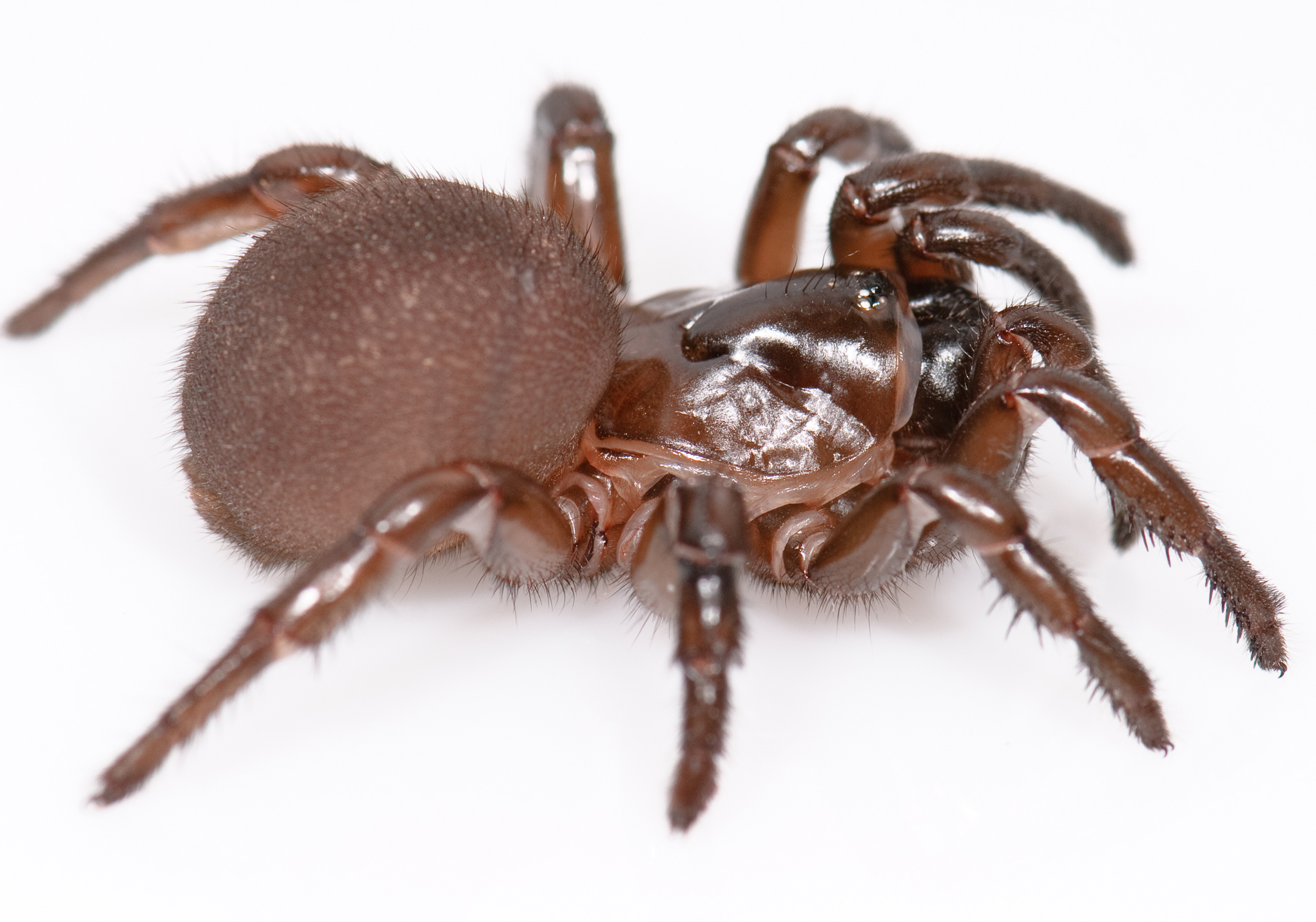
Hebestatis theveneti

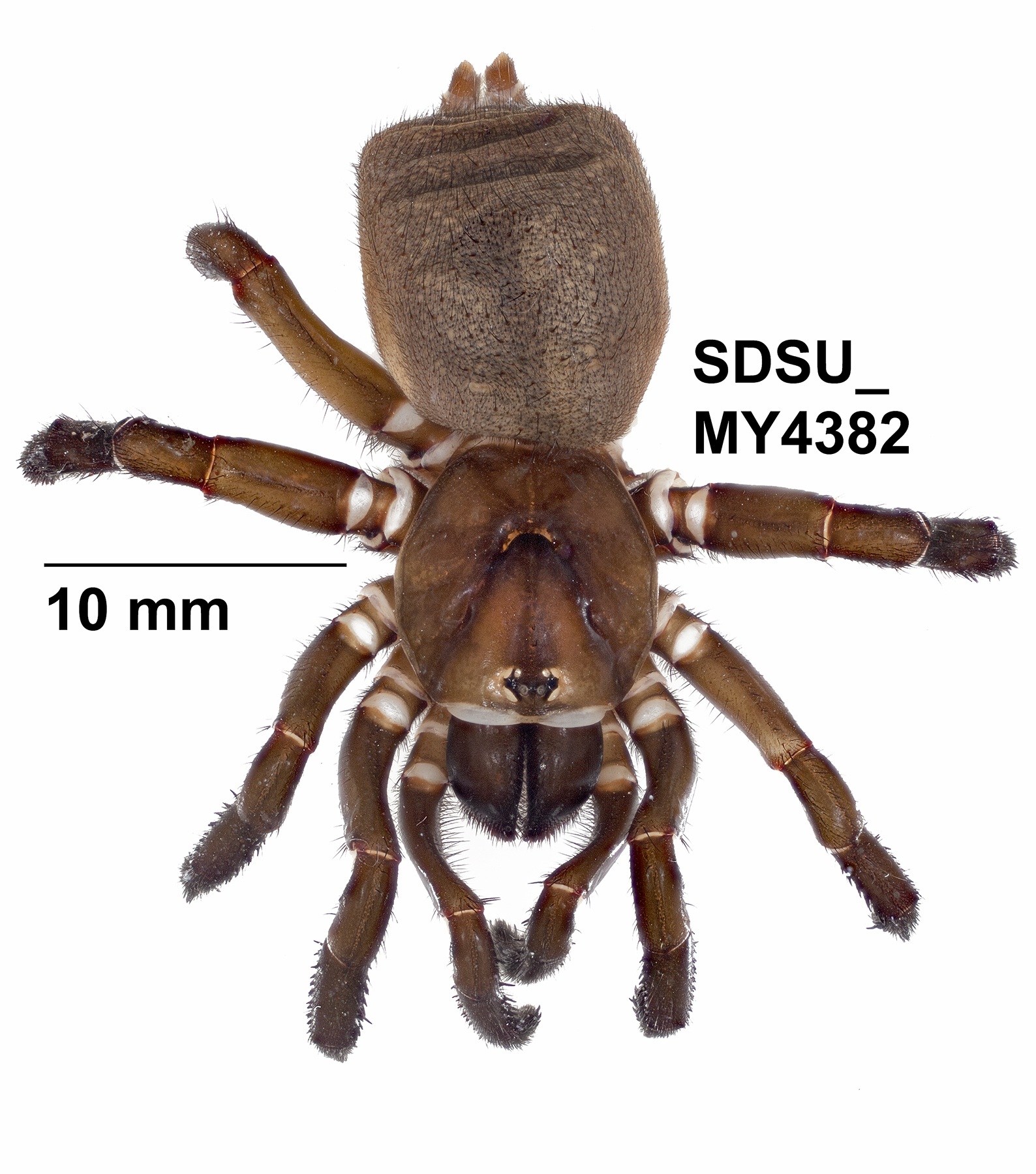
Hebestatis theveneti

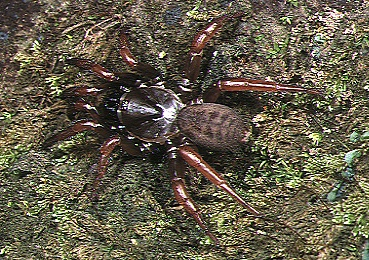
Latouchia formosensis femmina

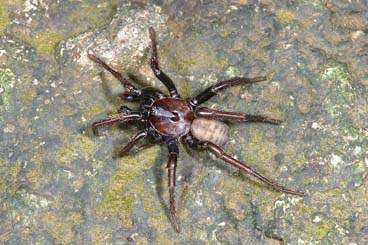
Latouchia parameleomene maschio

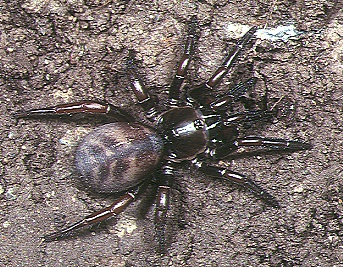
Latouchia swinhoei femmina

## Bothriocyrtum
Bothriocyrtum Simon, 1891
- Bothriocyrtum californicum (O. Pickard-Cambridge, 1874) (specie tipo) — USA
- Bothriocyrtum fabrile Simon, 1891 — Messico
- Bothriocyrtum tractabile Saito, 1933 — Taiwan

## Conothele
Conothele Thorell, 1878
- Conothele arboricola Pocock, 1899 — Papua Nuova Guinea (Nuova Britannia), Australia (Queensland)
- Conothele baisha H. Liu, Xu, Zhang, F. Liu & Li, 2019 — Cina (Hainan)
- Conothele baiyunensis X. Xu, C. Xu & Liu, 2017 — Cina
- Conothele baoting H. Liu, Xu, Zhang, F. Liu & Li, 2019 — Cina (Hainan)
- Conothele birmanica Thorell, 1887 — Birmania
- Conothele cambridgei Thorell, 1890 — Indonesia (Sumatra)
- Conothele cangshan Yang & Xu, 2018 — Cina
- Conothele daxinensis X. Xu, C. Xu & Liu, 2017 — Cina
- Conothele deqin Yang & Xu, 2018 — Cina
- Conothele doleschalli Thorell, 1881 — Australia (Queensland)
- Conothele ferox Strand, 1913 — Nuova Guinea
- Conothele fragaria (Dönitz, 1887) — Giappone
- Conothele giganticus Siliwal & Raven, 2015 — India
- Conothele gressitti (Roewer, 1963) — Micronesia
- Conothele hebredisiana Berland, 1938 — Vanuatu
- Conothele jinggangshan H. Liu, Xu, Zhang, F. Liu & Li, 2019 — Cina
- Conothele khunthokhanbi Kananbala, Bhubaneshwari & Siliwal, 2015 — India
- Conothele lampra (Chamberlin, 1917) — USA?
- Conothele limatior Kulczyński, 1908 — Nuova Guinea
- Conothele linzhi H. Liu, Xu, Zhang, F. Liu & Li, 2019 — Cina
- Conothele malayana (Doleschall, 1859) (Specie tipo) — Indonesia (Molucche), Nuova Guinea e Australia
- Conothele nigriceps Pocock, 1898 — Isole Salomone
- Conothele sidiechongensis X. Xu, C. Xu & Liu, 2017 — Cina, Laos
- Conothele spinosa Hogg, 1914 — Nuova Guinea
- Conothele taiwanensis (Tso, Haupt & Zhu, 2003) — Taiwan
- Conothele trachypus Kulczyński, 1908 — Papua Nuova Guinea (Nuova Britannia)
- Conothele truncicola Saaristo, 2002 — Isole Seicelle
- Conothele vali Siliwal, Nair, Molur & Raven, 2009 — India
- Conothele varvarti Siliwal, Nair, Molur & Raven, 2009 — India
- Conothele yundingensis X. Xu, C. Xu & Liu, 2017 — Cina

## Cyclocosmia
Cyclocosmia Ausserer, 1871
- Cyclocosmia lannaensis Schwendinger, 2005 — Cina, Thailandia
- Cyclocosmia latusicosta Zhu, Zhang & Zhang, 2006 — Cina, Vietnam
- Cyclocosmia liui Xu, Xu & Li, 2017 — Cina
- Cyclocosmia loricata (C. L. Koch, 1842) — Messico
- Cyclocosmia ricketti (Pocock, 1901) — Cina
- Cyclocosmia siamensis Schwendinger, 2005 — Thailandia, Laos
- Cyclocosmia sublatusicosta Yu & Zhang, 2018 — Cina
- Cyclocosmia subricketti Yu & Zhang, 2018 — Cina
- Cyclocosmia torreya Gertsch & Platnick, 1975 — USA
- Cyclocosmia truncata (Hentz, 1841) (Specie tipo) — USA

## Hebestatis
Hebestatis Simon, 1903
- Hebestatis lanthanus Valerio, 1988 — Costa Rica
- Hebestatis theveneti (Simon, 1891) (Specie tipo) — USA

## Latouchia
Latouchia Pocock, 1901
- Latouchia bachmaensis Ono, 2010 — Vietnam
- Latouchia cornuta Song, Qiu & Zheng, 1983 — Cina
- Latouchia cryptica (Simon, 1897) — India
- Latouchia cunicularia (Simon, 1886) — Vietnam
- Latouchia davidi (Simon, 1886) (Specie tipo) — Cina
- Latouchia fasciata Strand, 1907 — Cina
- Latouchia formosensis Kayashima, 1943 — Taiwan
- Latouchia formosensis smithi Tso, Haupt & Zhu, 2003 — Taiwan
- Latouchia fossoria Pocock, 1901 — Cina
- Latouchia hunanensis Xu, Yin & Bao, 2002 — Cina
- Latouchia hyla Haupt & Shimojana, 2001 — Giappone (Isole Ryukyu)
- Latouchia japonica Strand, 1910 — Giappone
- Latouchia kitabensis (Charitonov, 1946) — Asia centrale
- Latouchia parameleomene Haupt & Shimojana, 2001 — Giappone (Okinawa)
- Latouchia pavlovi Schenkel, 1953 — Cina
- Latouchia swinhoei Pocock, 1901 — Giappone (Isole Ryukyu)
- Latouchia typica (Kishida, 1913) — Cina, Giappone
- Latouchia vinhiensis Schenkel, 1963 — Cina

## Ummidia
Ummidia Thorell, 1875
- Ummidia absoluta (Gertsch & Mulaik, 1940) — USA
- Ummidia aedificatoria (Westwood, 1840) — Portogallo, Spagna, Marocco
- Ummidia algarve Decae, 2010 — Portogallo
- Ummidia algeriana (Lucas, 1846) — Algeria, Tunisia
- Ummidia armata (Ausserer, 1875) — non nota
- Ummidia asperula (Simon, 1889) — Venezuela
- Ummidia audouini (Lucas, 1835) — USA
- Ummidia beatula (Gertsch & Mulaik, 1940) — USA
- Ummidia carabivora (Atkinson, 1886) — USA
- Ummidia carabivora emarginata (Atkinson, 1886) — USA
- Ummidia celsa (Gertsch & Mulaik, 1940) — USA
- Ummidia erema (Chamberlin, 1925) — Panama
- Ummidia ferghanensis (Kroneberg, 1875) — Asia Centrale
- Ummidia funerea (Gertsch, 1936) — USA
- Ummidia gandjinoi (Andreeva, 1968) — Tagikistan
- Ummidia glabra (Doleschall, 1871) — Brasile
- Ummidia mischi Zonstein, 2014 — Afghanistan
- Ummidia modesta (Banks, 1901) — USA
- Ummidia nidulans (Fabricius, 1787) — Caraibi
- Ummidia oaxacana (Chamberlin, 1925) — Messico
- Ummidia picea Thorell, 1875 (Specie tipo) — Spagna
- Ummidia pustulosa (Becker, 1879) — Messico
- Ummidia pygmaea (Chamberlin & Ivie, 1945) — USA
- Ummidia rugosa (Karsch, 1880) — Costarica, Panama
- Ummidia salebrosa (Simon, 1892) — Saint Vincent
- Ummidia tuobita (Chamberlin, 1917) — USA
- Ummidia zebrina (F. O. Pickard-Cambridge, 1897) — Messico, Guatemala
- Ummidia zilchi Kraus, 1955 — Messico, El Salvador